# سیارک ۶۲۱۹
سیارک ۶۲۱۹ (به انگلیسی: 6219 Demalia، نامگذاری:1978PX2) شش هزار و دویست و نوزدهمین سیارک کشف شده‌است که در ۸ اوت ۱۹۷۸ کشف شد.
قدر مطلق سیارک برابر ۱۴٫۶۰ است.